# ژانگ رونگهوی
ژانگ رونگهوی (انگلیسی: Zhang Ronghui؛ زادهٔ ۲۵ اوت ۱۹۷۰)  تیرانداز اهل چین بود. وی در بازی‌های المپیک تابستانی ۱۹۹۲ حضور داشته‌است.